# Private Eye (journal)
Pour les articles homonymes, voir Private Eye.

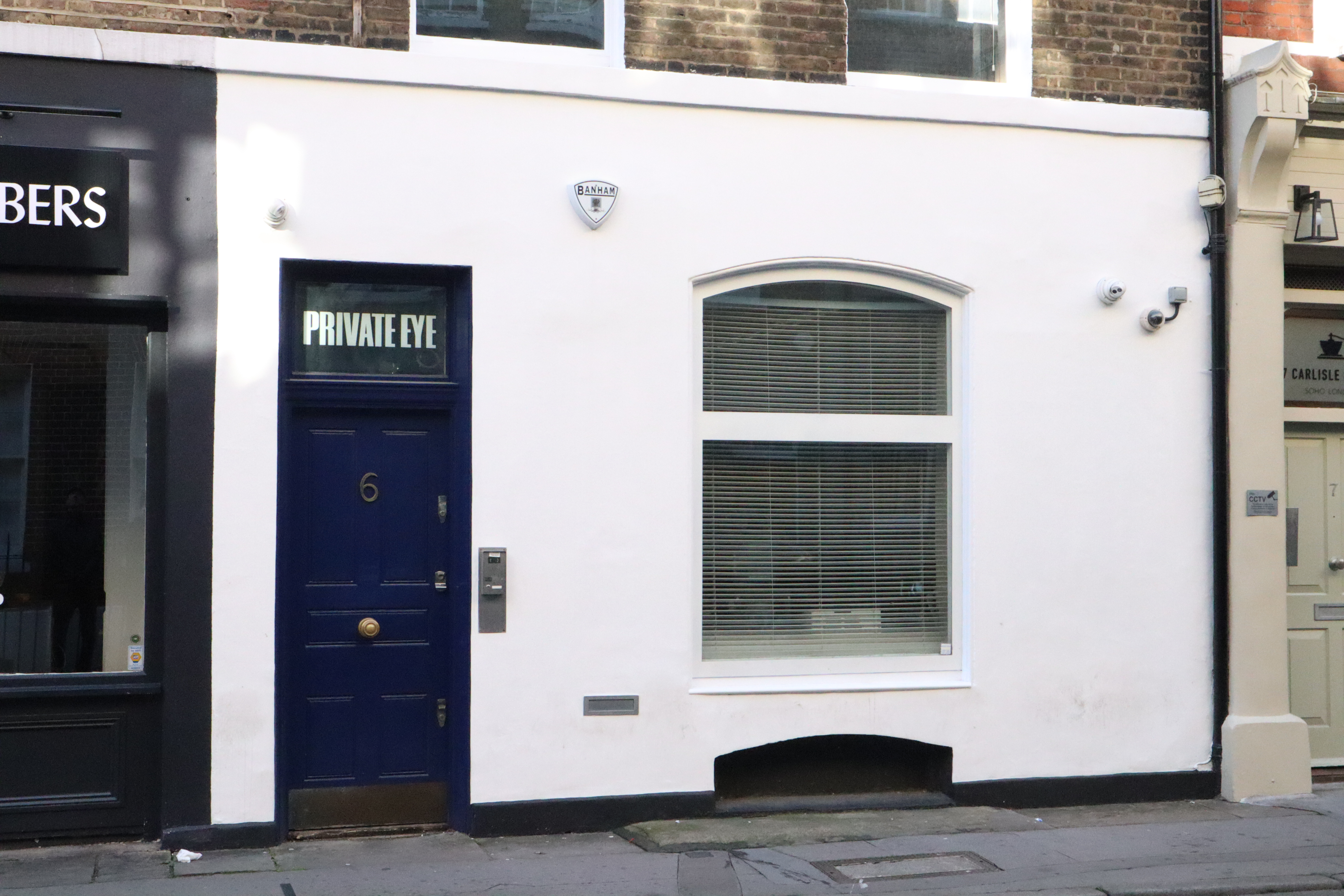
Quartier général de Private Eye au 6, Carlisle Street à Londres.

Private Eye est un bihebdomadaire britannique satirique créé en 1961. Il est actuellement édité par Ian Hislop.
Private Eye s'enorgueillit de sa réputation d'« épine dans le pied » de l'establishment politique britannique, notamment avec ses couvertures comme celle de « Cameron Drugs Latest » (en français : « Dernières nouvelles à propos des drogues de Cameron », c'est-à-dire de David Cameron, Premier ministre du Royaume-Uni à l'époque). En plus des couvertures, le bimensuel propose à ses lecteurs un « unique mélange d'humour, d'observations de comportements sociaux et politiques, et de journalisme d'enquête ». 
Avec environ 700 000 lecteurs, Private Eye est l'une des publications politiques les plus populaires du Royaume-Uni, où il a une très grande importance culturelle.